# جاك هولت (ممثل)
جاك هولت (بالإنجليزية: Jack Holt)‏ مواليد 31 مايو 1888 في الولايات المتحدة - الوفاة 18 يناير 1951 في لوس أنجلوس، كاليفورنيا، الولايات المتحدة، هو ممثل أمريكي بدأ مسيرته الفنية سنة 1914. امتدت مسيرته الفنية لأكثر من 37 عاما.

## الأعمال
- العملة المكسورة
- ذا لايف لاين
- سان فرانسيسكو
- كنز السييرا مادري
- ذا لاست بانديت

## روابط خارجية
- جاك هولت على موقع IMDb (الإنجليزية)
- جاك هولت على موقع ألو سيني (الفرنسية)
- جاك هولت على موقع أول موفي (الإنجليزية)
- جاك هولت على موقع قاعدة بيانات الأفلام السويدية (السويدية)
- جاك هولت على موقع إن إن دي بي (الإنجليزية)
- جاك هولت على موقع قاعدة بيانات الفيلم (الإنجليزية)
- جاك هولت على موقع كينوبويسك (الروسية)